# Antona coerulescens
Antona coerulescens är en fjärilsart som beskrevs av George Francis Hampson 1900. Antona coerulescens ingår i släktet Antona och familjen björnspinnare. Inga underarter finns listade i Catalogue of Life.